# New Strawn
New Strawn – miasto położone w Hrabstwo Coffey.